# Ch'ŏllima-guyŏk
Ch'ŏllima-guyŏk (koreanska: 천리마구역) är en kommun i Nordkorea.   Den ligger i provinsen Södra P'yŏngan, i den sydvästra delen av landet, 18 km sydväst om huvudstaden Pyongyang.